# AMC Networks
AMC Networks Inc. es una compañía de entretenimiento estadounidense con sede en 11 Penn Plaza, Nueva York, que posee y opera los canales de cable AMC (su marca homónima), IFC, We TV, BBC America (a través de una empresa conjunta con BBC Studios), y Sundance TV; el cine de la casa de arte IFC Center en la ciudad de Nueva York; las compañías cinematográficas independientes IFC Films y RLJE Films; la distribuidora de anime Sentai Filmworks; y servicios de transmisión premium Sundance Now y Shudder. Además, la compañía opera AMC Networks International, su división global.
La compañía se lanzó originalmente en 1980 con el nombre de Rainbow Media Holdings, LLC (también conocida como Rainbow Programming Holdings), una filial de Cablevision, pero se escindió como una empresa que cotiza en bolsa en julio de 2011. La compañía es de propiedad de la familia Dolan, quienes además tienen el control mayoritario.